# Jean Azéma
Pour les articles homonymes, voir Azéma.
Pour la personnalité réunionnaise, voir Jean-Henri Azéma.
Cet article possède un paronyme, voir Jean-Pierre Azéma.
Jean Azéma, né le 23 février 1953, a été directeur général de Groupama jusqu'en 2011.

## Biographie[2]
- 1975 : Union départementale de la Mutualité agricole des Pyrénées-Orientales
- 1978 à juin 1979 : Centre national d'études supérieures de Sécurité sociales (CNESSS)
- Juillet 1979 à avril 1987 : Union départementale de la Mutualité agricole de l'Allier, dont il devient directeur financier le 1er février 2003.
- Mai 1987 : directeur financier de Groupama Vie
- 1989 : directeur des investissements Groupama
- 1990 : directeur de la gestion comptable et de la consolidation à la Caisse centrales des Assurances mutuelles agricoles (CCAMA)
- 1993 : directeur des assurances de la CCAMA
- 1996 : directeur général de Groupama Sud-Ouest
- 1998 : directeur général de Groupama Sud
- 2000 : directeur général de la Caisse centrale des assurances mutuelles agricoles (CCAMA) puis de la Société d'Assurance Groupama SA.
- 2001 - 2011 : président de la Fédération française des Sociétés d'Assurance Mutuelles (FFSAM)
- 2003 - 2011 : directeur général de la Fédération Nationale Groupama, de Groupama SA et de Groupama Holding.

## Groupama
Groupama constitue l’essentiel de la carrière de Jean Azéma. Attaché aux valeurs mutualistes, son parcours chez Groupama est jalonné de fonctions opérationnelles variées notamment directeur des participations, puis directeur financier au sein de l’organe central du Groupe avant d’aller gérer les Caisses Régionales du Sud-Ouest à Toulouse puis du Sud à Montpellier.
Ce parcours lui permet d’accéder aux plus hautes fonctions du Groupe en juin 2000.
Une grande partie de sa carrière à ce poste a consisté à accroître la puissance de Groupama et de son métier en France et à l’étranger particulièrement en Italie et en Asie.
Le Groupe s’est également déployé par la prise de participations dans d’autres entreprises : En 2002, Groupama devient actionnaire de référence de Société Générale et Jean Azéma est nommé administrateur en 2003.
La même année, Groupama entre au capital de Veolia, de Mediobanca et achète Nuovo Tirana en 2007.
Le 24 octobre 2011, Jean Azéma, alors directeur général de Groupama, est révoqué et quitte le groupe avec des indemnités de 3 millions d'euros.
Fin mai 2012, la situation du groupe est catastrophique. Une de ses filiales les plus rentables, Gan Eurocourtage est en cours de cession au groupe Allianz.

## Mandats passés
- La Banque postale Assurances IARD : vice-président du conseil d'administration
- Bolloré : représentant permanent de Groupama SA, administrateur (Groupama a vendu toutes ses actions le 2/4/2012)[7].
- Mediobanca : administrateur